# 簇
簇（Data cluster）或者分配单位（allocation unit）是操作系统中硬碟的文件储存管理单位，可由一或多个物理扇区组成，由格式化时选定文件系统而定。簇是作業系统用的逻辑概念，而非硬碟的物理特性。
DOS 4.0版之后，术语cluster变成了allocation unit，但cluster仍然广泛使用。

## 定义

A：磁軌　英文：track
B：扇面　英文：geometrical sector
C：扇区　英文：track sector
D：簇（磁簇，扇区组）英文：cluster/allocation unit

硬碟最小的物理储存单位是扇区（英文Track sector），硬碟有很多扇并且每区都必须编号，作業系统无法為数目众多的扇区寻址，因此作業系统将相邻扇区组合在一起，成為一簇以更高效率利用资源。檔案系统是作業系统与硬碟驱动器间的接口，作業系统通過檔案系统開啟读取硬碟檔案。每簇扇区数由檔案系统格式与分配单位大小而定，通常有2、4、8、16、32或64扇区。